# Golbadan Baji
Golbadan Baji, död efter 1803, var gemål till shah Fath-Ali Shah Qajar (regerande 1797-1834).
Hon var kristen och från Georgien, och hamnade i qajardynastins harem som slav åt monarkens mor Asiye Khanum Ezzeddin Qajar. 
Monarkens mor hade ansvaret för haremet och monarkens kassa. När hon avled 1803, valde monarken ut moderns slavinna att efterträda henne i hennes position som haremets föreståndare, då hon var införstådd med hans mors principer. Det var också ett sätt att undvika att skapa osämja mellan hustrurna genom att välja en av dem. 
I samband med utnämningen blev hon hans hustru; i praktiken var det hans konkubin hon blev, men hon kallades för hustru.